# Lagărele de concentrare naziste
Germania Nazistă a organizat și administrat lagăre de concentrare (în germană Konzentrationslager, KZ sau KL) pe teritoriile ocupate înainte și în timpul celui de-al Doilea Război Mondial. Primele lagăre naziste au fost stabilite în Germania în martie 1933, imediat după ce Hitler a devenit cancelar și Partidul Nazist a obținut controlul asupra poliției prin decizia ministrului federal de interne Wilhelm Frick și a ministrului interimar de interne al Prusiei, Hermann Göring. Utilizate pentru deținerea și torturarea opozanților politici și a sindicaliștilor, lagărele aveau inițial o capacitate de cazare de aproximativ 45.000 de prizonieri.
Organizația Schutzstaffel (SS) condusă de Heinrich Himmler a preluat controlul deplin asupra poliției și lagărelor de concentrare aflate pe tot teritoriul Germaniei în anii 1934-1935. Himmler a extins rolul lagărelor, dispunând internarea acolo a așa-numitelor „elemente rasiale nedorite”, cum ar fi evrei, romi, sârbi și polonezi, dar și a persoanelor cu handicap și criminalilor. Numărul persoanelor internate în lagăre, care scăzuse la 7.500, a crescut din nou la 21.000 în perioada începerii celui de-al Doilea Război Mondial și a atins punctul culminant la 715.000 în ianuarie 1945.
Lagărele de concentrare au fost administrate încă din anul 1934 de către Inspectoratul Lagărelor de Concentrare (CCI), care în 1942 a fuzionat în SS-Wirtschafts-Verwaltungshauptamt, și au fost păzite de trupele SS-Totenkopfverbände (SS-TV).
Cercetătorii istorici ai Holocaustului fac o distincție clară între lagărele de concentrare (descrise în acest articol) și lagărele de exterminare, care au fost înființate de  Germania Nazistă pentru uciderea în masă a evreilor din ghetouri prin gazare.

## Lagărele din perioada de dinainte de război
Primul lagăr din Germania, Dachau, a fost înființat în martie 1933. Presa a publicat un anunț care îi informa pe cititori că „primul lagăr de concentrare urmează a fi deschis la Dachau, cu o capacitate de internare pentru 5.000 de persoane. Toți funcționarii comuniști și – dacă este necesar – membri ai organizației Reichsbanner și ai Partidului Social-Democrați, care pun în pericol siguranța statului urmează să fie concentrați acolo, deoarece nu este posibil să fie deținuți funcționari în închisorile de stat pe termen lung fără suprapopularea excesivă a acestor închisori.” Dachau a fost primul lagăr de concentrare înființat de guvernul german de coaliție format de Partidul Muncitoresc
Național-Socialist German (Partidul Nazist) și Partidul German de Centru (dizolvat pe 6 iulie 1933). Heinrich Himmler, care îndeplinea în acea perioadă funcția de șef al Poliției din München, a descris acest lagăr ca „primul lagăr de concentrare pentru prizonieri politici”.

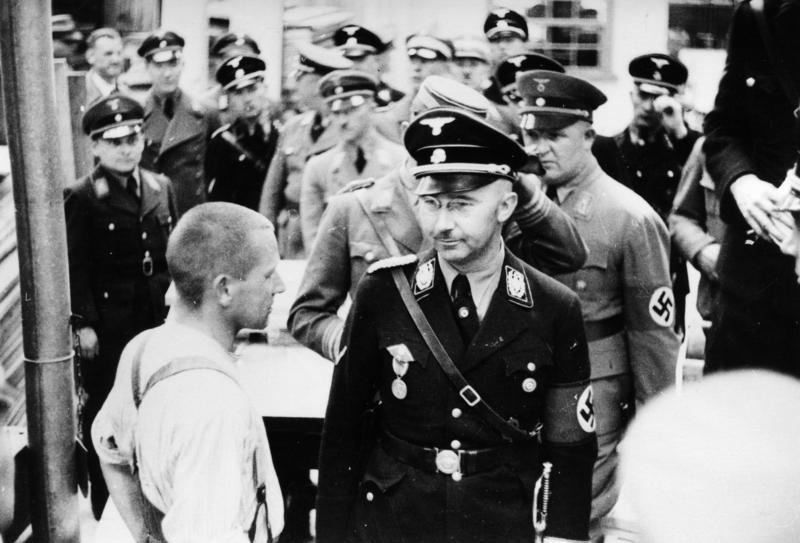
Reichsführer-SS Heinrich Himmler inspectând lagărul de concentrare Dachau la 8 mai 1936.

La 26 iunie 1933, Himmler l-a numit pe Theodor Eicke în postul de comandant al lagărului de la Dachau, apoi l-a numit, de asemenea, în 1934 primul inspector al lagărelor de concentrare (CCI). În plus, lagărele administrare de SA au fost preluate de către SS. Dachau a servit ca prototip și model pentru alte lagăre de concentrare naziste. Aproape fiecare comunitate din Germania a avut membri care au fost internați acolo. Ziarele au raportat în mod continuu despre „mutarea inamicilor Reich-ului în lagărele de concentrare”, informând populația țării cu privire la existența prezența lor. Au fost lansate slogane de avertizare încă din 1935: „Doamne, fă-mă mut, ca să nu ajung la Dachau.”

## Al Doilea Război Mondial

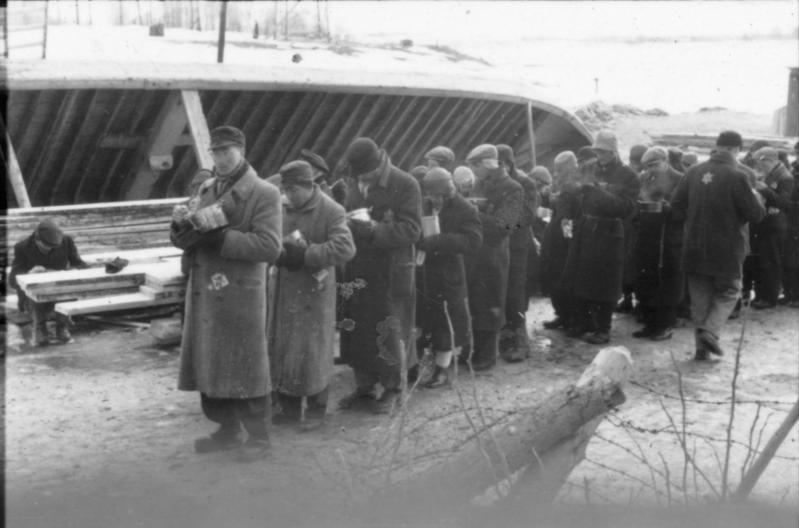
Prizonierii evrei primesc mâncare pe un șantier de construcții în lagărul de concentrare Salaspils, Letonia, în 1941.

După septembrie 1939, odată cu începutul celui de-al Doilea Război Mondial, lagărele de concentrare au devenit locuri în care milioane de oameni obișnuiți au devenit sclavi ca parte a efortului de război, fiind de multe ori înfometați, torturați și uciși. În timpul războiului au fost înființate noi lagăre de concentrare naziste pentru cetățenii „indezirabili” pe întregul continent. Potrivit statisticilor furnizate de Ministerul german al Justiției, aproximativ 1.200 de lagăre și tabere de muncă au funcționat în țările ocupate de Germania Nazistă, în timp ce Jewish Virtual Library estimează că numărul lagărelor naziste a fost mai apropiat de 15.000 în toată Europa ocupată și că multe dintre aceste lagăre au funcționat pentru o perioadă limitată de timp înainte de a fi închise. Lagăre au fost create în apropierea așezărilor umane dens populate, fiind concentrate adesea în zonele cu comunități mari de evrei, polonezi, comuniști sau romi. Din moment ce milioane de evrei trăiau în Polonia interbelică, cele mai multe lagăre au fost amplasate în zona Guvernământului General din Polonia ocupată, din motive logistice. Apropierea geografică a permis naziștilor, de asemenea, să-i deporteze rapid pe evreii germani de pe teritoriul Germaniei.

### Prizonieri
Cele mai mari două grupuri de prizonieri internați în lagăre, numărând ambele câteva milioane, au fost evreii polonezi și prizonierii de război sovietici care au fost deținuți fără a fi judecați. Au fost deținuți, de asemenea, numeroși romi, polonezi, sârbi, prizonieri politici, homosexuali, persoane cu dizabilități, Martori ai lui Iehova, membri ai clerului catolic, intelectuali est-europeni și alții (inclusiv criminali de drept comun, așa cum au declarat naziștii). În plus, un număr mic de aviatori aliați au fost trimiși în lagăre de concentrare sub acuzația de spionaj. Prizonierii de război occidentali aliați, care erau evrei sau care erau suspectați de naziști că sunt evrei, au fost trimiși de obicei în lagărele obișnuite de prizonieri; cu toate acestea, puțini dintre acești prizonieri au fost trimiși în lagăre de concentrare din cauza politicilor antisemite.

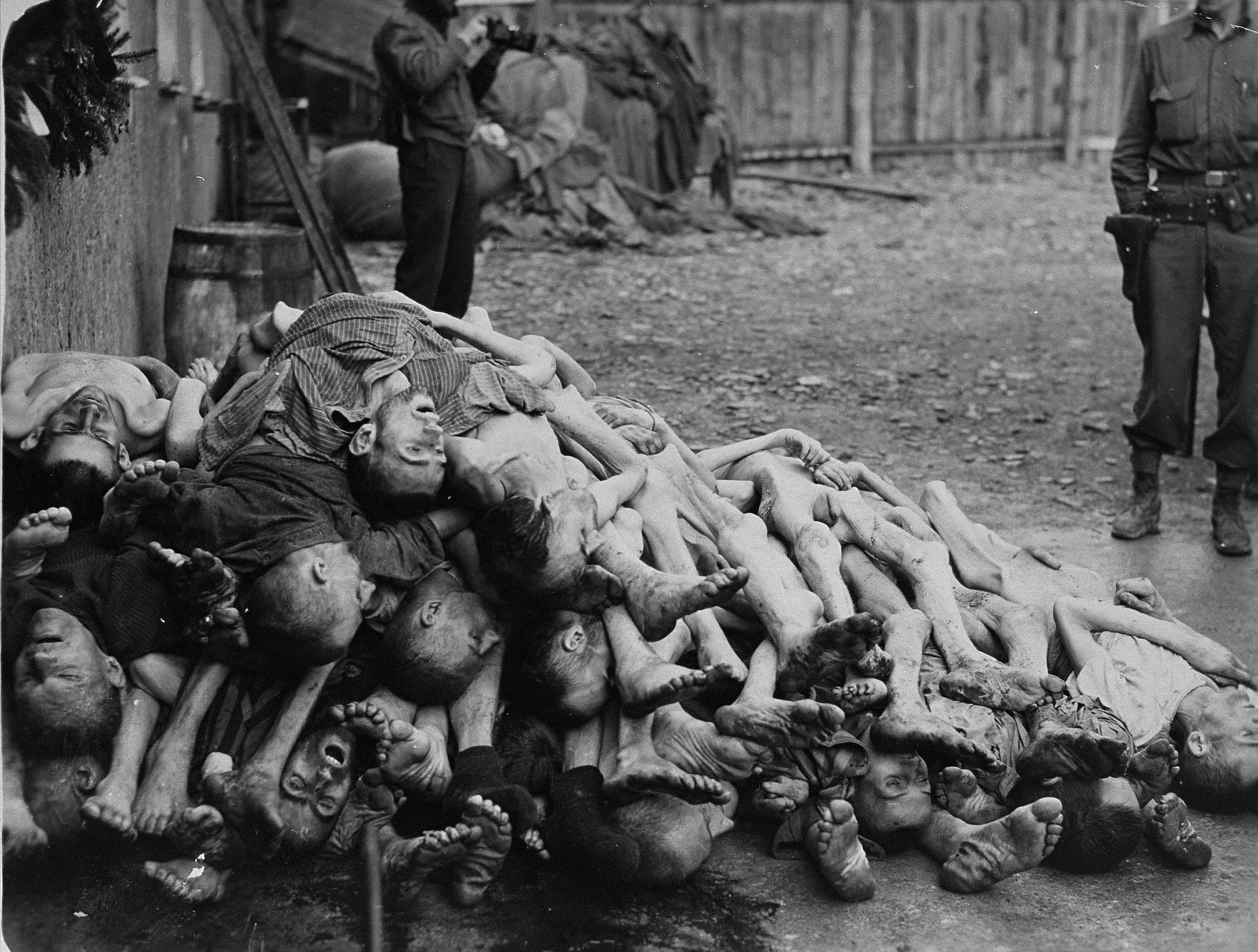
Soldații americani uitându-se la o grămadă de cadavre găsite în lagărul de concentrare Buchenwald recent eliberat în aprilie 1945

În cele mai multe lagăre, prizonierii erau obligați să poarte semne distinctive colorate pe uniforme în funcție de clasificarea lor: triunghiuri roșii pentru comuniști și alți prizonieri politici, triunghiuri verzi pentru criminali de drept comun, triunghiuri roz pentru bărbații homosexuali, triunghiuri violet pentru Martorii lui Iehova, triunghiuri negre pentru persoanele inadaptate social și pentru persoanele cu aversiune față de muncă triunghiuri galbene pentru evrei și mai târziu triunghiuri maro pentru romi.